# Hjalmar Rantanen
Soini Hjalmar Rantanen, född 2 mars 1915 i Åbo, död 11 april 2012 i Trosa, var en sverigefinsk fackaktiv och socialdemokratisk politiker. Rantanen var en före detta kommunist som fängslades i Finland under andra världskriget.
Hans far var en smed som var medlem av de Röda gardet i Finska inbördeskriget. Rantanen gick med i underjordiska Finlands kommunistiska parti vid en ålder av 15 och arresterades för första gången ett år senare. Han fängslades åren 1933-1936 samt 1937-1941 i fångläger i Dragsvik. I juni 1941 Rantanen gick med i motståndsrörelsen som var aktiv i Åboland. Hans grupp fångades bara några månader senare och Rantanen dömdes till livstids fängelse. Under sitt andra fängelsestraff blev Rantanen kritisk mot det kommunistiska partiets linje. I juli 1941 skrev han ett brev till partiets ledare Otto Ville Kuusinen och avgick från partiet.
Efter kriget släpptes Rantanen, och början av 1950-talet flyttade han till Sverige. I Sverige verkade han som tjänsteman vid Arbetsmarknadsstyrelsen och senare som talesperson för LO. Han var också aktiv i socialdemokratiska partiet. I slutet av 1960-talet rekryterades Rantanen av IB. Han publicerade sina memoarer Som politruk i Finland år 1958. Detta var möjligt på grund av det Ryska töväder som inleddes efter Josef Stalins död 1953. Andra finska kommunister som släppte memoarer samtidigt var Yrjö Leino och Arvo Tuominen. Rantanens andra bok, Ruotsin avarassa sylissä (I Sveriges vida famn), publicerades 1992. I den kritiserade han bland annat Sveriges invandringspolitik.